# Fürgetetvek
A fürgetetvek avagy fatetvek, kéregtetvek (Psocoptera) az egyszerűsödött szárnyas rovarok közé sorolt Condylognatha öregrendjének egyik rendje.

## Származásuk, elterjedésük
A perm időszakban (295–248 millió évvel ezelőtt) jelentek meg. Számos kövületüket borostyánkövek őrizték meg.
Hosszú fejlődésük eredményeként a sarkvidékek kivételével a Föld minden részén elterjedtek. Hozzávetőleg 5600 ismert fajukból Magyarországon mintegy 70 él.

## Megjelenésük,felépítésük
1–10 mm hosszú, jellegzetesen fürgén mozgó rovarok. A fejük jól elkülönül.
Csápjuk hosszú, fonalas. Összetett szemeik oldalt ülnek — általában nagyok,de némely fajoké elcsökevényesedett. Szájszervük kevés kivételtől eltekintve rágó típusú. Nyálmirigyeik egy része szövőmiriggyé módosult. A szárnyas fajoknak 3 pontszeme is van, előtoruk fejletlen, közép- és utótoruk pedig összenőtt. A szárnyatlan fajokról a pontszemek rendszerint hiányoznak, az előtor normálisan fejlett, a torszelvények általában szabadok.
Járólábaik többnyire vékonyak, mérsékelten hosszúak.
Legtöbbjüknek két pár hártyás szárnya van, de vannak rövid, illetve csökevényes szárnyú, sőt szárnyatlan fajok is — olyannyira, hogy többségük röpképtelen, mert szárnyai apró pikkelyekké csökevényesedtek.
Mivel szájszerveik a legkevésbé módosultak az eredeti rágó típushoz képest, gyakran a legprimitívebb hermipteroid rendnek tekintik őket.

## Életmódjuk, élőhelyük
Általában szabadon élnek nyirkos élőhelyeiken, így az avarban, kövek alatt vagy a növényeken —  a leggyakrabban fákon és bokrokon, többnyire azok kérgén vagy kérge alatt. Az Archipsocidae család egyes fajai csapatosan élnek selyemszövedékükben; a selymet különleges ajakmirigyeik termelik. Legalább egy ausztráliai faj fába fúrt lukakban él.
Nem élősködőek. Kis növényi szervezetekkel (moszatokkal, zuzmóval), valamint penész- és rozsdagombákkal táplálkoznak.
A röpképes fajok szárnyaikat nyugalmi helyzetben háztetőszerűen a potroh fölött tartják.
Többségük petékkel szaporodik, de ismertek elevenszülő fajaik is. Epimorfózissal fejlődnek — ez azt jelenti, hogy a kikelő ivadék testszelvényeinek száma megegyezik a felnőtt állatéval (imágóéval), amelyre külseje és életmódja is hasonlít. A felnőtt méretet fokozatosan, külön fejlődő, szelvényszerző szakaszok beiktatása nélkül éri el.

## Rendszertani felosztásuk
A rendbe az alábbi alrendek és alrendágak tartoznak
1. zugtetű-alkatúak (Trogiomorpha) két alrendággal:
- Atropetae
  - Lepidopsocidae
  - Psoquillidae
  - Szárnyatlan zugtetű-félék (Trogiidae)

- Psocathropetae
  - Prionoglarididae
  - Psyllipsocidae

2. kéregtetű-alkatúak (Troctomorpha) két alrendággal:
- Amphientometae 2 öregcsalád
  - Amphientomoidea – 1 család
    - Amphientomidae

  - Electrentomoidea – 5 család 
    - Compsocidae
    - Electrentomidae
    - Musapsocidae
    - Protroctopsocidae
    - Troctopsocidae

- Nanopsocetae – 3 család
  - Liposcelididae
  - Pachytroctidae
  - Sphaeropsocidae

3. fatetű-alkatúak (Psocomorpha)
- Caeciliusetae 2 öregcsalád és 5 család
  - Asiopsocoidea 1 család
    - Asiopsocidae

  - Caeciliusoidea 4 család
    - Amphipsocidae
    - Caeciliusidae
    - Dasydemellidae
    - Stenopsocidae
- Epipsocetae 5 család
  - Cladiopsocidae
  - Dolabellopsocidae
  - Epipsocidae
  - Neurostigmatidae
  - Ptiloneuridae

- Homilopsocidea 11 család
  - Archipsocidae
  - Bryopsocidae
  - Calopsocidae
  - Ectopsocidae
  - Elipsocidae
  - Lachesillidae
  - Mesopsocidae
  - Peripsocidae
  - Philotarsidae
  - Pseudocaeciliidae
  - Trichopsocidae

- Psocetae 4 család 
  - Hemipsocidae
  - Myopsocidae
  - Psilopsocidae
  - Foltos fatetűfélék (Psocidae)